# Ronny Turiaf
Ronny Turiaf (født 13. januar 1983 i Le Robert, Martinique) er en fransk basketballspiller, der spiller som forward i NBA-klubben Los Angeles Clippers. Han kom til klubben d. 27. juli 2012 . Han kom ind i ligaen i 2006, og har tidligere repræsenteret Los Angeles Lakers, Golden State Warriors, New York Knicks, Washington Wizards og Miami Heat. 

## Klubber
- 2006-2008: Los Angeles Lakers
- 2008-2010: Golden State Warriors
- 2010-2011: New York Knicks
- 2011-2012: Washington Wizards
- 2012: Miami Heat
- 2012-: Los Angeles Clippers